# 下游桥
下游桥（法語：Pont aval，發音：[pɔ̃ aval]）是一条位于法国巴黎的混凝土桥梁，横跨塞纳河，于1968年落成。桥梁长313米，宽35米。此桥属于环城大道的一部分，也是巴黎市区最下游的一条桥梁，故此得名。